# OVB Holding
AZ OVB Holding az első német vagyoni tanácsadó vállalatok egyike, 1970-ben Kölnben alapították. Az OVB több mint 50 év alatt Európa egyik vezető pénzügyi szolgáltató cégévé vált. Jelenleg 16 országban vannak jelen. 

## Története
Az OVB nemzetközi konszern a kezdetekben lakás-előtakarékossági szerződések közvetítésével foglalkozott. A cég hamar a portfólió bővítése mellett döntött, így felkerült a termékskálára a személy- és vagyonbiztosítás, illetve a tőkebefektetés is. Az első lépés a nemzetközi terjeszkedés irányában 1991-ben történt meg, ekkor nyitották meg az ausztriai érdekeltségüket. 
Kelet-Európában 1992-ben Lengyelországban, a Cseh Köztársaságban és Magyarországon (OVB Magyarország), majd egy évvel később Szlovákiában terjeszkedett.
2000-ben az OVB részvénytársasággá alakult, a holdingszerkezet ezt követő létrehozása és az operatív üzletág kiszervezése még tovább erősítette az OVB alapjait. A 2006-ban bevezették az OVB-t a tőzsdére. 

## Segélyszervezet
Az OVB segélyszervezete több mint 35 éve rendszeresen juttat pénz és tárgyi adományokat rászorulóknak, nehéz helyzetben lévőknek. A Holding anyagi támogatásán felül az OVB segélyszervezetének szíve az OVB tanácsadók, munkatársak önkéntes munkája és az ő jótékonysági  adományaik. Tevékenységük mind a 15 országra kiterjed, ahol az OVB jelen van. Támogatnak gyermek- és ifjúságvédelemi, oktatási és idősgondozói intézményeket is.   

## Tényszámok
Az OVB Csoport 2021-es pénzügyi évben elért 320,7 millió eurós közvetítői bevétele 18,5 %-os növekedésnek felel meg az előző évi 270,6 millió eurós értékhez képest. A növekedéshez minden regionális szegmens hozzájárult. A kiszolgált ügyfelek száma 4,13 millióra nőtt (előző évben: 3,96 millió).

## Webhely
- Hivatalos weboldal